# Astrofysisk maser
En astrofysisk maser är en naturligt förekommande källa till stimulerad spektral linjeemission i mikrovågsområdet av det elektromagnetiska spektrumet. Denna emission kan uppstå i molekylmoln, kometer, planetatmosfärer, stjärnatmosfärer eller ur olika förhållanden i den interstellära rymden.

## Bakgrund

### Diskret övergångsenergi
Precis som hos en laser är emissionen från en maser stimulerad och monokromatisk, med den frekvens som motsvarar energiskillnaden mellan två kvantmekaniska energinivåer av ämnena i det aktiva lasermediet som har pumpats in i en icke-termisk populationsfördelning. Naturligt förekommande masrar saknar dock den resonanta kavitet som markbaserade laboratoriemasrar är utrustade med. Faktum är att emissionen från en astrofysikalisk maser härrör från en enda passage genom det aktiva lasermediet och därför i allmänhet saknar den rumsliga koherens och resonansfrekvensrenhet som förväntas av ett laboratorieinstrument.

### Astrofysiska förhållanden
Den blotta närvaron av en pumpad inverterad population är inte tillräcklig för att en maser ska kunna observeras. Det måste till exempel föreligga hastighetskoherens längs synlinjen, så att Dopplerförskjutning inte hindrar inverterade tillstånd i skilda delar av det aktiva lasermediet från radiativ koppling. När dessutompolarisation hos laboratorielasrar och -masers kan uppnås genom att selektivt oscillera de önskvärda moderna, så uppstår polarisation hos naturliga masrar endast i närvaro av en polarisationslägesberoende pump eller av ett magnetfält i det aktiva lasermediet. Ytterligare svårigheter att få syn på det svaga maserljuset kan avhjälpas med interferometerteknik, särskilt långbasinterferometri (VLBI).
Den främsta användningen av maserstudier är att de ger värdefull information om förhållanden i rymden, som temperatur, antalsdensitet, magnetfält och hastigheter i de mest intressanta miljöerna. Det kan vara från stjärnors födelse och död och från centrum av galaxer som innehåller förmenta supermassiva svarta hål. Sådana förhållanden behöver fortfarande noggrannare granskning, så att teoretiska modeller kan förfinas eller revideras.